# Lafaele Moala
Lafaele Moala (22 luglio 1982) è un ex calciatore tongano, di ruolo attaccante.

## Carriera

### Club
Ha sempre militato nel Lotoha'apai United.

### Nazionale
Conta 15 presenze con la maglia della Nazionale tongana, nella quale detiene il record di presenze.